# Ayutla (Jalisco)
Ayutla – miasto w zachodniej części meksykańskiego stanu Jalisco, w regionie Sierra Occidental (Sierra Madre Zachodnia), położone około 120 km na południowy zachód od stolicy stanu – Guadalajary. Jest siedzibą władz gminy Ayutla. Miasto w 2010 r. zamieszkiwały 7244 osoby, natomiast ludność całej gminy liczyła 12 664 osoby. Klimat Ayutla jest subtropikalny, według klasyfikacji Wladimira Köppena, należy do umiarkowanie ciepłych (Cwa), z łagodnym, umiarkowanie wilgotnym latem i suchą zimą.